# Saint-Genès-de-Lombaud
Saint-Genès-de-Lombaud é uma comuna francesa na região administrativa da Nova Aquitânia, no departamento da Gironda. Estende-se por uma área de 6,21 km². Em 2010 a comuna tinha 404 habitantes (densidade: 65,1 hab./km²).